# 富屋村
富屋村（とみやむら）は栃木県の中部、河内郡に属していた村である。現在は宇都宮市の一部にあたる。

## 地理
- 河川：田川

### 大字
- 徳次郎（現在の宇都宮市徳次郎町）
- 大網（現在の宇都宮市大網町）
- 上横倉（現在の宇都宮市上横倉町）
- 下横倉（現在の宇都宮市下横倉町）
- 上金井（現在の宇都宮市上金井町）
- 下金井（現在の宇都宮市下金井町）

## 歴史

### 沿革
- 1889年（明治22年）4月1日 - 町村制施行により、徳次郎六ヶ郷[2]（徳次郎上町、中町、下町、田中、門前、西根）、大網村、上横倉村、下横倉村、上金井村、下金井村が合併し河内郡富屋村が成立する。
- 1954年（昭和29年）11月1日 - 豊郷村、国本村、城山村、篠井村の一部とともに宇都宮市へ編入。同日富屋村廃止。

### 村名の由来
裕福な富に恵まれた家（屋）が多くなり、村全体が発展するようにとの願いを込めて命名された。『目で見る富屋の歴史』によれば、四書の『大学』の一節にある「富は屋を潤し、徳は身を潤す」から引用したものだという。宇都宮市域には富屋村のほかにも豊郷村や瑞穂野村といった瑞祥地名が見られる。

## 行政
- 富屋村長

| 代 | 氏名       | 就任                       | 退任                       | 備考 |
| -- | ---------- | -------------------------- | -------------------------- | ---- |
| 1  | 小堀貞吉   | 1889年（明治22年）5月18日  | 1891年（明治24年）3月29日  |      |
| 2  | 大島録郎   | 1891年（明治24年）4月21日  | 1892年（明治25年）9月13日  |      |
| 3  | 大塚吉造   | 1893年（明治26年）9月26日  | 1897年（明治30年）9月25日  |      |
| 4  | 相馬与三郎 | 1897年（明治30年）9月29日  | 1899年（明治32年）3月30日  |      |
| 5  | 入江覚次   | 1899年（明治32年）4月5日   | 1911年（明治44年）4月10日  |      |
| 6  | 永岡房吉   | 1911年（明治44年）4月11日  | 1911年（明治44年）11月10日 |      |
| 7  | 大塚吉造   | 1911年（明治44年）11月14日 | 1915年（大正4年）5月31日   |      |
| 8  | 福田善一郎 | 1915年（大正4年）11月18日  | 1916年（大正5年）2月2日    |      |
| 9  | 杉山寅重   | 1916年（大正5年）2月18日   | 1920年（大正9年）2月17日   |      |
| 10 | 入江覚次   | 1920年（大正9年）4月6日    | 1924年（大正13年）4月5日   |      |
| 11 | 永岡孝一   | 1924年（大正13年）4月9日   | 1927年（昭和2年）8月31日   |      |
| 12 | 池田唯一   | 1927年（昭和2年）10月18日  | 1931年（昭和6年）10月17日  |      |
| 13 | 池田文吉   | 1932年（昭和7年）1月9日    | 1934年（昭和9年）2月28日   |      |
| 14 | 大房政一郎 | 1934年（昭和9年）3月31日   | 1946年（昭和21年）3月30日  |      |
| 15 | 半田孫一   | 1946年（昭和21年）5月2日   | 1947年（昭和22年）3月15日  |      |
| 16 | 高橋栄     | 1947年（昭和22年）4月5日   | 1954年（昭和29年）10月31日 |      |

出典:『栃木県町村合併誌 第三巻上』, p. 184-185
役場は中徳次郎の小字東宅地に置かれた後、1901年（明治34年）に徳次郎の上篠へ移転し、合併まで同地にあった。役場の跡地は、徳次郎1号児童公園になった。

## 学校
- 栃木県立宇都宮農業高等学校富屋分校（1962年閉校）
- 富屋村立富屋中学校（統合により宇都宮市立晃陽中学校）
- 富屋村立富屋小学校（現・宇都宮市立富屋小学校）

## 交通
- 野州人車鉄道→宇都宮軌道運輸→宇都宮石材軌道→東武鉄道大谷軌道線
  - 徳次郎駅（徳次郎出張所）：終点、1932年廃止
- 日光街道